# Казбекский клад
Казбекский клад — комплекс серебряных, бронзовых и железных предметов античных времён, обнаруженный в 1877 году возле современного посёлка Степанцминда на Военно-Грузинской дороге.

## Состав
Датирующими вещами послужили серебряные чаши и фигурка барана, выполненные в стиле персидского государства Ахеменидов VI—V веков до н. э.
В числе других обнаруженных предметов — бронзовые сосуды, железные наконечники копий, детали одежды, предметы конской сбруи, различные навершия и рукояти, антропоморфные и зооморфные подвески и другие украшения. Скульптурные изображения выполнены преимущественно в фаллическом ключе. Большинство предметов относится к позднему этапу кобанской культуры.
Предполагается, что предметы относились к древнему святилищу и содержались в хранилище для подношений.

## Обнаружение
Клад был обнаружен в 1877 году русским археологом Г. Д. Филимоновым, который составил его подробное описание. В настоящее время предметы хранятся в Государственном историческом музее (Москва), Государственном музее Грузии (Тбилиси) и Эрмитаже (Санкт-Петербург).